# Esquí alpino en los Juegos Olímpicos de Milán-Cortina d'Ampezzo 2026
Las competiciones de esquí alpino en los Juegos Olímpicos de Milán-Cortina d'Ampezzo 2026 se realizarán en dos sedes, la estación Bormio Stelvio del valle de Valtellina y la pista alpina Olimpia delle Tofane de Cortina d'Ampezzo, en febrero de 2026.
En total se disputarán en este deporte once pruebas diferentes, cinco masculinas, cinco femeninas y una mixta.